# الشباب الصهيوني

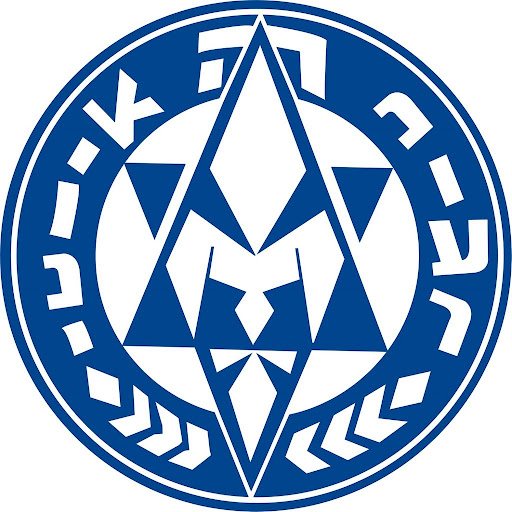
شعار حركة الشباب الصهيوني

الشباب الصهيوني (بالعبرية: הנוער הציוני، ترجمة حرفية: The Zionist Youth) هي حركة شبابية أنشئت في عام 1926، تتخذ إسرائيل حاليا مقرها الرئيسي، وتتبنى ثلاثة أركان رئيسية هي تشالوتيزم، والتعددية، والصهيونية. حيث تعتبر الحركة أن اليهودية هي مصدر القيم الوطنية والاجتماعية والأخلاقية التي تحافظ على سلامة واستمرارية الشعب اليهودي.
ولأغراضها تستخدم الحركة طريقة الكشافة لإيصال رسالها. ويعد الهدف الرئيسي للشباب الصهيوني هو تكوين حياة يهودية كاملة في إسرائيل، من خلال غرس المعتقدات الأساسية للمشاركين من خلال التحفيز على رؤية عالمية لليهود الصهاينة. والسعى لضمان مستقبل الشعب اليهودي عن طريق الإيمان بمركزية دولة إسرائيل.